# Euryopis tribulata
Euryopis tribulata är en spindelart som beskrevs av Simon 1905. Euryopis tribulata ingår i släktet Euryopis och familjen klotspindlar. Inga underarter finns listade i Catalogue of Life.